# Rybník (okres Levice)

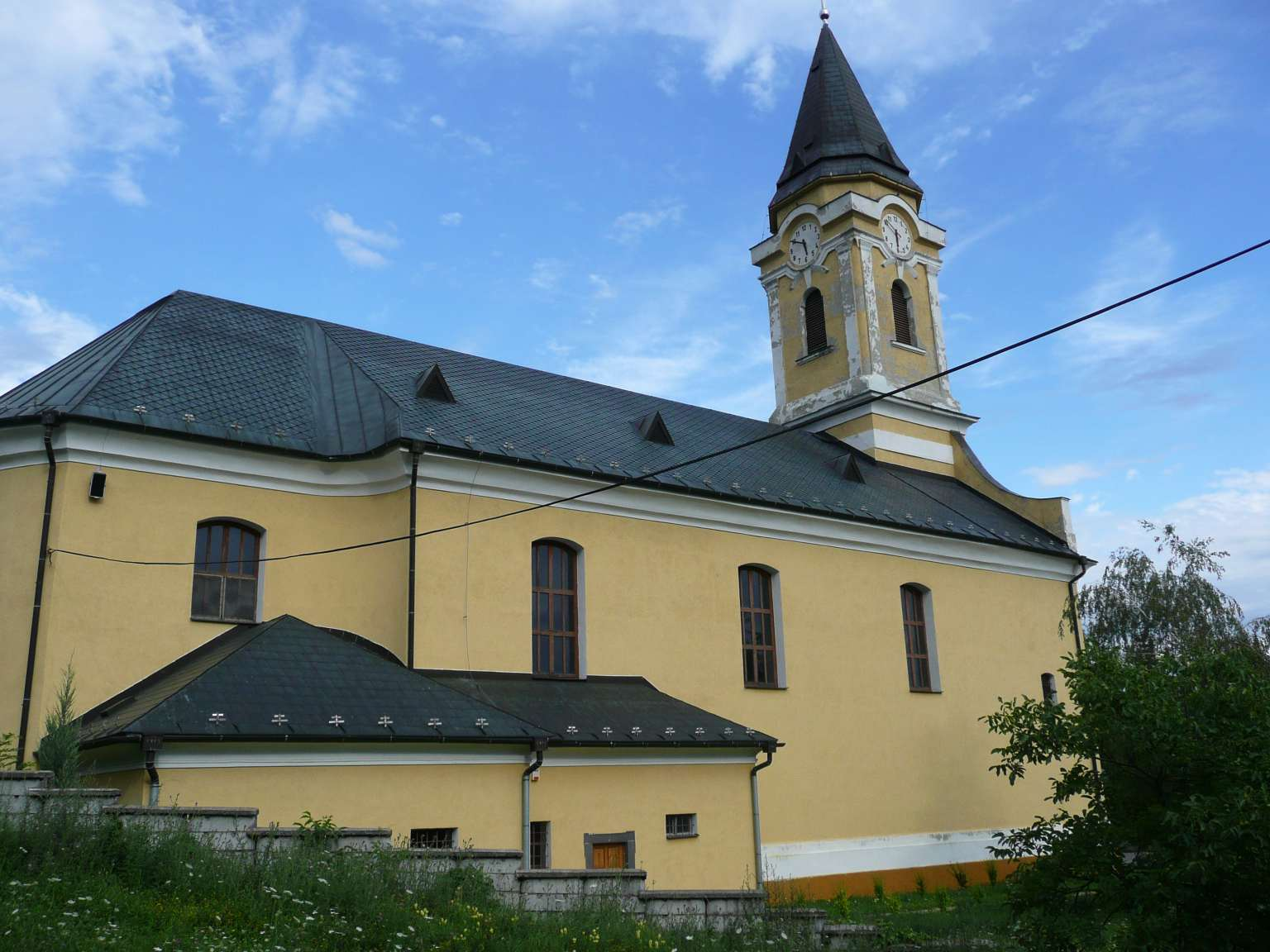
Rybník

Rybník (Hongaars: Garamszőlős) is een Slowaakse gemeente in de regio Nitra, en maakt deel uit van het district Levice.
Rybník telt 1.394 inwoners.